# Суэро Бермудес
Суэро (Суарио) Вермудес (или Бермудес) (исп. Suero Bermúdez, o Vermúdez; ? — 12 августа 1138) — астурийский дворянин, крупный землевладелец, покровитель церквей, региональный губернатор и военный лидер. Он был важной персоной в Леоне и Кастилии во времена правления трех монархов — Альфонсо VI, Урраки и Альфонсо VII, — которым он служил с преданностью, никогда не принимая участия ни в каком восстании, но помогая своим монархам в войнах против мятежников, противников и мавров. Первоисточниками жизни Суэро являются исторически источники История Компостеллы и Хроника Альфонсо Императора и около 150 сохранившихся грамот, которые были составлены или подтверждены Суэро. Суэро имел обширные интересы в церковных владениях. Благодаря своему огромному богатству он был щедрым покровителем монастырей и, по-видимому, покровительствовал бенедиктинцам и клюнийской реформе. Хроника описывает Суэро, одного из немногих дворян, которых она восхваляет, как «человека сильного в советах и искателя истины», «любителя мира и истины и верного друга короля».

## При Альфонсо VI
Суэро Вермудес был старшим сыном Бермудо Овекиса (сына Овеко Вермудеса и Эльвиры Суарес), и Химены Пелэс, дочери Пелайо Фройласа «Дьякона» и Альдонсы (Эльдонсии) Ордоньес . Суэро был связан — неизвестно как — с Родриго Вермудесом, майордомом в начале правления короля Леона Альфонсо VII (1127—1130), а его младший брат Муньо недолго был майордомом королевы Урраки в сентябре 1109 года. Он также был правнуком инфанта Ордоньо Рамиреса, сына короля Рамиро III Леонского, и инфанты Кристины Бермудес, дочери короля Бермудо II Леонского и, таким образом, потомком королевской семьи и очень дальним родственником современных ему монархов. Кристина Бермудес основала бенедиктинский монастырь Сан-Сальвадор в Корнельяне в 1024 году, и он был разделен между её наследниками . Восстановление полного контроля над монастырем и его собственностью было главной заботой Суэро. Помимо своего происхождения от короля Леона Бермудо II, Суэро мог претендовать на родство с врагом Бермудо в Галисии, графом Суэро Гундемарисом (? — 991). Суэро обычно упоминается в исторических документах просто и недвусмысленно как «граф Суэро» (Comes Suarius), без упоминания его отца.
Самое раннее достоверное упоминание о Суэро относится к 1092 году, когда он был ещё молодым человеком. Существует искаженная запись о пожертвовании Суэро монастырю в Лоренсане, датированная 10 марта 1094 года, но которая, если она точна, должна быть датирована позже 1100 года, поскольку Суэро фигурирует в пожертвовании с титулом, которым он тогда не обладал. Согласно документу от 28 марта 1098 года, Суэро служил тогда графу Раймунду Галисийскому в качестве армигера или знаменосца (альфереса). Нет никаких других упоминаний об этом назначении, хотя некий Суэро Нуньес, который был альфересом на 1 мая 1096 года, может быть одно и то же лицо с ошибочно переписанным его отчеством. Существует также только одна запись о первой tenencia Суэро, феоде, полученном непосредственно от короны и по королевскому распоряжению. Согласно хартии, скопированной в tumbo (картулярий) Лоренсаны, Суэро управлял Виларенте 28 августа 1099 года . Возможно, он также управлял Монтерросо, важным феодом в Галисии, при графе Раймунде . К 1 апреля 1101 года он был графом (comes), высшим чином в королевстве, даруемым только самим монархом. В течение всего оставшегося правления короля Альфонсо VI Храброго Суэро занимал только один феод: Рабаде, где он, как известно, правил между 23 января и 5 марта 1104 года.

## Сторонник Урраки
Суэро женился на Эндеркине Гутьеррес, дочери Гутьерре Родригеса и важного представителя дворянства Кастилии. 30 декабря 1110 года она получила грант от королевы Урраки и была названа comitissa (графиней). Поскольку женщины не получали этот титул самостоятельно, а пользовались им только в том случае, если их мужья были графами, то к этому времени Эндеркина уже должна была выйти замуж за Суэро. 27 июня 1114 года супруги подарили землю в Торре-де-Бабиа своему вассалу Пелайо Фройласу за его верную службу . Это первый из серии пожертвований между 1114 и 1129 годами, которые супруги сделали, демонстрируя свое земельное богатство . 9 февраля 1116 года Суэро упоминается в одной грамоте как правящий городом и башнями Леона, старой imperiale culmen (имперская вершина). Вполне вероятно, что он также правил окрестностями Леона. Он, безусловно, владел собственностью в Леоне, и он, возможно, ранее был его графом в 1114 году. Он описывается как legionensium comes (граф Леонский), возможно, просто титул без сопутствующей юрисдикции. В течение следующих пятнадцати лет он ненадолго появляется, управляя городами Гордон, Асторга, Кордове, а в 1131 году — Ласиана и Паредес.
После женитьбы наследницы Альфонсо VI Урраки Леонской на короле Арагона и Наварры Альфонсо Воителе в 1110 году Суэро Бермудес последовательно поддерживала королеву против её нового мужа. Он был одним из тех, кто подтвердил первый акт Урраки в качестве преемника её мужа Раймонда в Галисии в декабре 1107 года. Всего через день после похорон Альфонсо VI, 22 июля 1109 года, Суэро снова стал одним из тех, кто подтвердил первый акт Урраки в качестве его преемницы. После коронации сына королевы Раймондом Галисийским, Альфонсо VII, в сентябре 1111 года, Суэро, отчасти благодаря своей близости к галисийской базе власти сторонников Альфонсо VII, был самым важным сторонником королевы. К осени 1116 года начались переговоры между Урракой Леонской и Альфонсо Арагонским в Саагуне. Согласно «Historia compostellana», Суэро и его коллега-астуриец Мунио Пелаэс были главными защитниками первой, в то время как последнего поддерживали Диего Гельмирес, архиепископ Сантьяго-де-Компостела, и Педро Фроилас де Траба . В Саагуне было решено разделить королевство на две сферы власти, но они не определены, хотя Галисия, несомненно, перешла к Альфонсо VII.
В феврале 1117 года, однако, Суэро подтвердил диплом Альфонсо Воителя как «граф Суэро Луны», возможно, получив феод Луна, в горах Леона, от Альфонсо. Далее можно привести Суэро, правившего Луной в период с 14 апреля 1117 года по 27 марта 1131 года. 27 апреля 1120 года Суэро и Эндеркина получили от королевы Леона и Кастилии Урраки пожалование в награду за свою верную службу («в обмен на службу», propter servicium). 26 марта 1128 года они получили второе пожалование от короля Леона Альфонсо VII.
29 мая 1117 года Суэро и Эндеркина обменяли монастыри Сан-Сальвадор-де-Перлора и Сан-Андрес-де-Правиа с епископом Пелайо из Овьедо на монастырь Сан-Хуан-де-Теверга. Эта сделка была совершена в Леоне, где она была подтверждена королевой Урракой. 4 марта 1120 или 1121 года Суэро и Эндеркина передали часть своих владений в Бургосе Бургосскому собору. Этот устав сохранился в оригинале в архивах собора.

## Пожертвования монастыря Корнельяна
В 1120 году Суэро заключил несколько сделок со своими родственниками, чтобы получить контроль над их акциями монастыря Корнельяна, получив таким образом единоличное владение. В том же году он сделал два пожертвования монастырю (22 января и 8 ноября). В Луго 7 марта 1122 года в присутствии королевского двора Суэро и Эндеркина пожертвовали монастырь Корнельяна аббатству Клюни. Вместе с самой Корнельяной они пожертвовали блок недвижимости, «приобретенной по наследству или собственными усилиями» (de parentibus nostris vel de nostris ganantiis, «от наших родителей и от наших покупок») . Все земли, полученные Клюнийским аббатством, составляли " пятьдесят шесть различных владений, разбросанных по обширной территории, а также четыре монастыря, шесть церквей и замок (castellum). Суэро получил одну церковь (ecclesiam) и три или четыре монастыря (monasteria) от королевы Урраки «по уставу» (per incartationes), ещё три с половиной церкви плюс часть (portionem) в другом, который он унаследовал (назывался hereditates) или купил (назывался gananciales). Все это были частные церкви, которыми он владел, но разница между ecclesiae и monasteria не ясна. Клюнийцы также получил поместья (виллы) и рабов мужского и женского пола (servos et ancillas). Это пожертвование было подтверждено Урракой, Альфонсо VII, дочерью королевы Санчей Раймудес, Диего Жельмиресом, епископом Пелайо из Овьедо, епископом Диего из Леона, епископом Петром III из Луго, настоятелем монастыря Сан-Зойло-де-Карриони, «любопытной смесью галичан и астурийцев». Устав был составлен каноником Леонского собора, который, вероятно, последовал за королевским двором в Луго.
В декабре 1128 года Суэро и его жена отменили свое предыдущее пожертвование монастыря Корнельяна Клюнийскому аббатству и вместо этого пожертвовали монастырь собору Сан-Сальвадор в Овьедо. Общая сумма пожертвований на этот раз была примерно вдвое меньше, чем предыдущее пожертвование клюнийцам, и включала в себя две гостиницы, которыми они владели в Леоне. Далее, пожертвование предусматривало, что «если они или кто-либо из их родственников станет нищим, больным или инвалидом, они должны будут находиться в аббатстве до конца своей жизни». Это второе пожертвование монастыря Корнельяна было подтверждено в присутствии королевского двора не менее чем семнадцатью из восемнадцати епископов короля Леона и Кастилии Альфонсо VII.
Суэро также сделал щедрое пожертвование собору Луго 19 мая 1118 года при условии, что каноники собора будут совершать мессу за упокой его души каждый день в течение года после его смерти, а затем один раз в год в годовщину его смерти . В 1130 году синод, состоявшийся в Каррионе, рассматривал претензии клюнийцев на монастырь Корнельяна, споры, возникшие из-за отмены Суэро и Эндеркиной предыдущего пожалования . Это пожалование было одним из самых крупных, полученных Клюнийским аббатством в Испании, и они поспорили с папским легатом Уберто Ланфранчи в Каррионе, что в 1128 году они были «несправедливо разграблены». Синод, по-видимому, встал на сторону Клюнийского аббатства, так как Умберто послал письмо Петру Достопочтенному, аббату Клюни, утверждая, что Суэро и Альфонсо VII просто не спешат подчиниться. Клюнийское аббатство все ещё претендовало на Корнельяну более 160 лет спустя.

## Контроль над Астурией
Суэро был одним из ведущих магнатов Астурии. Он правил феодом Бабия по меньшей мере с 14 апреля 1117 года, а Тинео — по меньшей мере с 26 мая 1120 года. Он все ещё правил этими местами вплоть до 21 мая 1136 года, когда он упоминается в том же документе, как также управляющий западной половиной Астурии с центром в Овьедо. Он был описан как граф «в Астурии» и Вадабии (Бабии) в другом частном документе того же года. Бернард Рейли предположил, что примерно в 1120 году королева Леона Уррака начала распространять власть Суэро на север из провинции Леон и Эль-Бьерсо и в Западную Астурию.
После того как король Альфонсо VII сменил свою мать Урраку, Суэро Бермудес немедленно присягнул на верность новому королю в Саморе 11 марта 1126 года, через три дня после смерти королевы. Он является первым магнатом по имени, согласно Хронике, кто сделал оммаж и клятву верности новому королю: Suero «пришел к нему [Альфонсо VII], с его друзьями и родственниками, а именно Альфонсо и его брат [Альфонсо] сын Педро, Альфонсо, который впоследствии был принято отсчитывать от него [короля]». Затем Суэро соединился с союзником короля из-за Пиренеев, Альфонсо Иорданом, графом Тулузским, чтобы взять город Леон, который удерживали против короля сторонники дома Лары. Только тогда оставшиеся в живых леонские магнаты отправились в город, чтобы присягнуть на верность Альфонсо. Хотя Суэро первоначально был одним из ближайших советников короля Альфонсо VII, его возраст и последующая трудность следовать за двором означали, что он подтвердил только около сорока трех из 252 хартий, изданных Альфонсо VII между 1126 и началом 1137 года.
В то время, согласно Хроники Альфонсо Императора, под властью Суэро Бермудеса находились "Асторга, Луна, Гордон, с частью Бьерсо, а также Бабия, Ласиана и вся долина реки Эо. По словам одного современного историка, "Граф Суэро к тому времени контролировал всю горную область между Леоном и Галисией к северу от Бискайского залива и длинный выступ к северу от Леона и к югу от Овьедо, тянущийся на восток почти до границ Астуриас-де-Сантильяна. Описание владычества Суэро в «Хронике» подтверждается грамотами и предполагает, что различные феоды, которые он, как известно, занимал по крайней мере один раз, составляли часть обширного территориального владычества, предоставленного ему в области пересечения провинций Астурия, Галисия и Леон. Большая часть территории Суэро лежала в западных Кантабрийских горах, но у него также были значительные земли в Тьерра-де-Кампос в Леоне. Его самое южное поместье находилось в Торо на реке Дуэро. В 1128 году Суэро и Эндеркина не без основания хвастались, что их земли простираются от Дуэро до Бискайского залива и от Ллорио на западе до реки Дева на востоке . Ещё одним показателем богатства Суэро Бермудеса является размер его домашнего хозяйства, так как в 1119 году он нанял нотариуса по имени Хуан для составления своих документов.

## Споры с Кориасом
В 1114 году Суэро должен был судить первый из трех судебных процессов, которые он рассматривал с участием монахов Сан-Хуан-Баутиста-де-Кориас. Известно, что в неизвестное время он обменялся с монастырем несколькими поместьями.
В 1128 году Суэро дважды вступал в спор с монастырем Кориас из-за участка земли в Пеньяульяне. Он поручил двум своим рыцарям, Мартину Мартинесу и Педро Менендесу, провести расследование этого спора и вынести по нему решение. 1 февраля 1129 года Суэро и его брат Гутьерре совершили обмен недвижимостью. Позднее в том же году Суэро и его товарищ астуриец Гонсало Пелаэс были посланы королем в Альмасан для переговоров с королем Арагона и Наварры Альфонсо Воителем, который все ещё претендовал на леонско-кастильский трон. Гонсало уже давно был соперником Суэро в Западной Астурии. В 1131 году монах из Кориаса вез большой груз пшеницы из Леона в Ласиану через земли, управляемые Суэро, когда его остановили два чиновника графа и оценили пошлину. Он отказался платить, и спор стал ожесточенным. Впоследствии монахи Кориаса вынудили Суэро провести расследование и поручили это дело двум своим рыцарям — Педро Гарсесу и Хуану Пересу. Они пришли к выводу, что подобный спор произошел между Кориасом и братом Суэро Гутьерре во время правления Альфонсо VI и что король поддержал монастырь, который не обязан был платить пошлину (плата за проезд на телеге) в пределах tenencia Ласиана. Поэтому Суэро отказался от своего права на пошлину. В 1132 году Суэро снова судил судебный процесс с участием Кориаса.

## Военная деятельность
Осенью 1124 года Суэро Бермудес принял участие в отвоевании Сигуэнсы. К 11 ноября он был с королевским двором в Сеговии, а к 30 ноября он переехал в Толедо в рамках подготовки к походу. Дальнейший ход кампании неизвестен, но Сигуэнса пала в последнюю неделю января 1125 года.
В 1133 году король Леона и Кастилии Альфонсо VII возглавил военную экспедицию в Астурию, чтобы подавить мятеж Гонсало Пелаэса, который четырьмя годами ранее был послан с дипломатической миссией к Суэро. Потерпев неудачу в краткосрочной перспективе, Альфонсо оставил кампанию под эгидой Суэро Вермудеса и его племянника Педро Альфонсо. Суэро, вероятно, участвовал в аналогичной экспедиции против Гонсало в прошлом году и отсутствовал при королевском дворе большую часть 1132—1134 годов, несмотря на обычную частоту его визитов. Операции против Гонсало Пелаэса продолжались таким образом в течение двух лет, пока он и король Альфонсо не пришли к соглашению к маю 1135 года. Часть условий мира, которые, по-видимому, были согласованы Суэро, Педро Альфонсо и епископом Ариасом Леонским, состояла в том, что Гонсало Пелаэс сдаст королю три своих замка, в которых он держался в течение трех лет, в обмен на получение феода Луна, которое ранее принадлежало Суэро по крайней мере до 1131 года. Последняя грамота, подписанная Суэро, датирована 25 июня 1136 года и не содержит никаких ссылок на какие-либо феоды. Поскольку он умер немногим более двух лет спустя, вполне вероятно, что он был уже слишком стар и немощен, чтобы играть большую роль в государственных делах. Суэро похоронен в монастыре Корнельяна. У него не было известных потомков. Во многих своих феодах (Тинео, Овьедо, Вадабия) ему наследовал его племянник Педро Альфонсо.